# Allium herderianum
Allium herderianum är en amaryllisväxtart som beskrevs av Eduard August von Regel. Allium herderianum ingår i släktet lökar, och familjen amaryllisväxter. Inga underarter finns listade i Catalogue of Life.